# Synth1
Le Synth1 est un instrument virtuel (VST) gratuit développé par Ichiro Toda.
Sa réputation se fonde sur sa qualité sonore, sa faible consommation en ressources et le large choix en presets disponibles sur la toile.
Il s'inspire du fameux synthétiseur Nord Lead de Clavia.
C'est l'un des plugin VST les plus appréciés en MAO, comme en témoigne son classement au KVR plugin Rank.
La dernière version de Synth1 en date est la version 1.13 beta 3 en date du 10 juillet 2014.

## Spécificités techniques
- 2 oscillateurs + 1 sub oscillateur
- L'oscillateur 1 peut prendre la forme d'onde sinusoïdale, triangulaire, en dents de scie (sawtooth) ou carrée.
- L'oscillateur 2 peut prendre la forme d'onde triangulaire, en dents de scie (sawtooth), carrée ou bien bruit blanc.
- L'oscillateur 1 peut être détuné pour créer un effet de type « Superwave »
- Possibilité de synchroniser l'oscillateur 1 et 2, modulation en anneau entre ces deux oscillateurs ainsi que modulation de l'oscillateur 1 par l'oscillateur 2 (synthèse FM).
- Modulation de la forme d'onde carrée
- Enveloppe de modulation contrôlant soit la fréquence de l'oscillateur 2, le taux de synthèse FM ainsi que la modulation de la forme d'onde carrée.
- 2 LFO assignables indépendamment soit à la fréquence de l'oscillateur 2, des deux oscillateurs, à la fréquence de coupure du filtre, à la modulation de la forme d'onde carrée, au volume général ainsi qu'au panoramique.
- La forme d'onde des LFO peut être sinusoïdale, triangulaire, en dents de scie, carrée ou bien aléatoire.
- Les LFO peuvent être asservis au tempo du morceau. Ils peuvent être réinitialisés à chaque nouvelle note ou bien osciller en continu.
- Enveloppe de volume de type ADSR.
- Molette de contrôle de l'impact de la vélocité des notes sur la courbe de volume ADSR.
- Enveloppe de filtre de type ADSR.
- Filtre résonnant passe bas à 12 ou 24 dB/Octave, passe bande ou passe haut.
- Fréquence de coupure et résonance du filtre éditable à volonté.
- Keytrack pour définir le suivi du filtre selon la note jouée.
- Molette de drive pour doser la saturation le son.
- Arpégiateur 4 modes (Up, down, updown et random) allant de une à 4 octaves (au choix).
- Mode polyphonique (émission jusqu'à 32 sons en simultané), monophonique ou legato.
- Mode unison permettant de grossir le son à la façon de la fonction "Superwave" de la série des Roland JP8000. Le nombre de voix du mode unison est paramétrable (de 2 à 8).
- Réglage du détune ainsi que de la diffusion du mode unison.
- Molette de portamento.
- Générateur d'effets intégré : deux modes de distorsion, un bitcruncher, 4 types de phasers, delay, cross-delay, chorus éditable à volonté.
- Assignation libre des contrôleurs midi externes (molette…) aux différents paramètres du synthétiseur.